# 坎特伯雷教省
坎特伯里教省（英語：Province of Canterbury)，又稱南部教省(Southern Province)，與約克教省並列為英格蘭教會的兩個組成教省。教省下設30個教區，涵蓋三分二英格蘭地區、部分威爾斯地區和海峽群島。另外還有一些位於歐洲大陸，由直布羅陀教區管理的堂會。
坎特伯里教省的大主教即坎特伯雷大主教（職位始於597年）。在教省之外，福克兰群岛教會和錫蘭教會（即斯里蘭卡聖公會）屬下科倫坡教區和庫魯內加拉教區，也是由坎特伯里大主教管轄。

## 历史
787年至803年期間，利奇菲爾德教區一度被升為教省。1871年，愛爾蘭教會獲得自治地位，而威爾斯教會的國教地位則於1920年被廢除。後者現時下轄六個教區，是普世聖公宗其中一個教省成員。

## 教省會議
教省定期舉行教省會議(Provincial Chapter)，出席者除坎特伯雷大主教外還包括：
- 倫敦主教
- 溫徹斯特主教
- 林肯主教
- 索爾茲伯里主教
- 伍斯特主教
- 羅徹斯特主教

## 靈職議員
省內主教之中，坎特伯雷大主教、倫敦主教及溫徹斯特主教，依英格蘭國教牧職，為英國上議院中當然靈職議員（Lords Spiritual）。

### 文獻
- Cross, Frank Leslie; Livingstone, Elizabeth A. . Oxford University Press. 2005  [2019-03-25]. ISBN 978-0-19-280290-3. （原始内容存档于2019-05-15）.
- Kemp, Eric Waldram. . S.P.C.K. 1961.